# 電気ポット

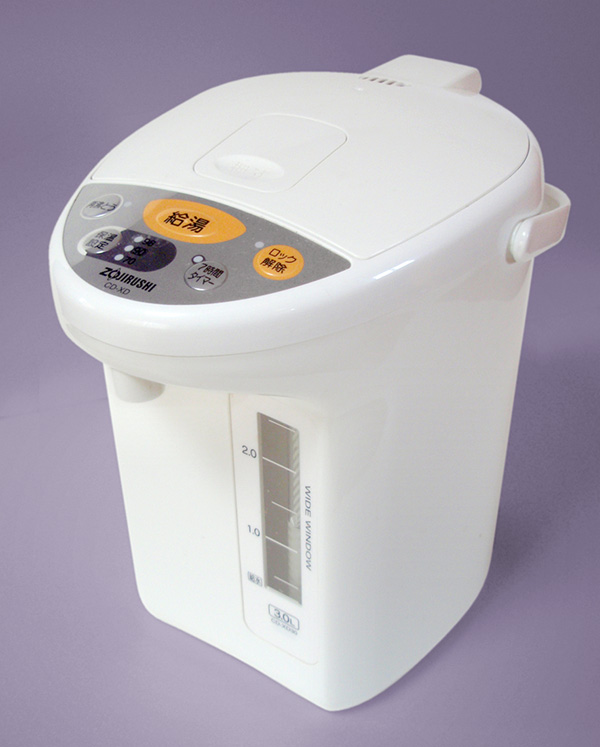
標準的な日本の電気ポット

電気ポット（でんきポット、英: water boiler and warmer）は、主に家庭用の、水を沸かす加熱・保温装置つきの容器。湯をそそぐための電動ポンプを内蔵しているものが多い。ジャーポット（和製英語: jar pot）、ホットウォーターディスペンサー（英: hot water dispenser）とも呼ばれる。
電気ポットは加熱だけでなく、保温もできる点が重宝される一因となっている。やかんでは連続的に火を与えていないと保温できず、魔法瓶はある程度の保温効果はあるものの加熱はできず、電気ケトルは沸騰した後の保温機能が無い。電気ケトルは電気ポットに比べ一般的に保温も含めたトータルの電力量が少ないと考えられているが、湯を必要とするたびに、水の補給と、湯が沸くのを待つ必要がある。また、電気ポットは電動給湯方式が多いが、電動給湯方式だと、体力のない老人や病人にも使いやすい。
日本では家庭用品品質表示法の適用対象となっており、電気機械器具品質表示規程に定めがある。

## 構造
電気ポットはコンセントから電気を取り、電熱線を使用して加熱する。廉価なものは、発泡スチロールなどの断熱材が入っているのみだが、高級品になると、内部に真空魔法瓶を搭載することにより保温能力を向上させているものもある。廉価なものは本体の保温能力が低いため、保温に多くの電力を消費することになる。
ポットから湯を取り出す機構は、主に人間の力を利用するものと電動（モーターを利用する）の2種類に分類される。人間の力を利用したものはボタンを押す人の力でポット内圧を高め、湯を押し出す。モーターを利用したものは適当なボタンを押して電動ポンプを動かすことで、湯を出す。

## 安全装置
電気ポットは加熱装置を含み、熱湯を扱うため、各種の安全装置が組み込まれている。
磁石式接続器（マグネットプラグ）
電源ケーブルとポット本体の接続部分に磁石を内蔵することにより、ポットが転倒した際に抜け落ちる機能が付けられており、火災防止を図っている。また、この磁石式接続は電源ケーブルを誤って引っ掛けた場合などに外れ、ポットの転倒を防止する。
給湯停止装置
ポットの多くには給湯停止装置が付いており、スイッチや電子回路によって給湯できない状態にできる。これにより、子供のいたずらや誤ってボタンを押した場合の事故を予防している。回路を搭載しているものは自動給湯装置を内蔵しており、一定時間給湯を行なわないと自動的に給湯ができなくなるものもある。これらの給湯不可能状態でも、スイッチの解除や特定のボタンを押すことより、給湯が再び可能になる。また、空焚きやサーミスタ故障による過熱に対する保護装置として温度ヒューズを内蔵する。
操作ボタンの色分け
象印などは給湯ボタンを赤色、ロックボタンを青色にしている。1970年後半頃まで信号機に準じて給湯ボタンが青色、ロックボタンが赤色となっていたが、火傷の危険につながりかねないため、変更された。

## 付加機能
コンピュータを内蔵しており、再沸騰、カルキ抜き、一定温度での保温（温度は選択できるものが多い）などの機能がある。また、クエン酸による内部洗浄モードを搭載したものもある。
さらには、健康状態に問題がなければ1日に1回は電気ポットを使ってお茶を飲むことから、製品に通信機能を搭載することで独居老人などの安否をリアルタイムに確認しようとする試みもなされている（i-PotやVoIPアプリケーション集を参照）。